# Венера-9
Венера-9 је била совјетска аутоматска научно-истраживачка станица (вјештачки сателит) намијењена за истраживање планете Венере. Лансирана је 8. јуна 1975.

## Ток мисије
Одсјек за спуштање се одвојио 20. октобра 1975. и ушао у атмосферу Венере. Орбитални дио је кориштен као комуникациони релеј за капсулу за спуштање и њену везу са Земљом.
Капсула за спуштање је уз уобичајене инструменте имала ултравиолетни фотометар од 3500 ангстрома француске производње, 4000-7000 ангстрома фото-полариметар, инфрацрвени спектрометар 1500-3000 нанометара, и инфрацрвени радиометар опсега 3-30 микрометара. Орбитални дио је носио магнетометар и клопке за наелектрисане честице.
Током спуштања, хлађење и успорење је вршено по степенима, прво заштитним металним љускама на одбацивање, затим са 3 падобрана, аеродинамичком кочницом у облику диска и на крају компресионим дијелом за приземљење у облику прстена на дну одсјека.
Дио за спуштање је потврдио пријашња мјерења апарата Венера-8, и направио прве црно-бијеле снимке површине Венере. Детектиране су и хидрохлорична и хидрофлуорична киселина, бром и јод. Облаци су измјерени са дебљином од 30-40 km, са дном на око 30-35 km висине.

## Основни подаци о лету
- Датум лансирања: 8. јун 1975.
- Ракета носач:
- Мјесто лансирања: Тјуратам, Бајконур
- Маса сателита (kg): 2300